# 复旦大学邯郸校区
邯郸校区或邯郸路校区，是复旦大学的主校区，通称“本部”（广义上的本部），因位于邯郸路220号而得名。校区在杨浦区，靠近五角场。1922年私立复旦大学的大学部从徐家汇李公祠（今上海市复旦中学）迁入。1952年院系调整后，邯郸校区校园逐渐向东、向南扩展。现在邯郸校区占地922297平方米，合1383亩，分为东、南、北、中四个地区。

## 分区
邯郸校区被邯郸路、国定路以及铁路（已拆除）分为四个地区。邯郸路是贯穿复旦校园的主要公路，也是上海市的交通要道。为了不影响复旦校园的整体格局，中环线高架桥在经过复旦校园时，从地下穿越，这段道路被称为“邯郸路地道”。
- 本部（狭义的本部）位于邯郸路以北，国定路以西，铁路（已拆除）以南，是进行教学活动的主要场所。
- 南区位于邯郸路以南，国权路两侧。主要是本科学生的生活区。该地区还有第五、六教学楼，经济学院、管理学院、文科大楼和创业基地大楼。
- 北区位于铁路的北侧，武东路南侧。是研究生以及留学生的生活区。
- 东区位于国定路东侧，是部分一年级新生和少部分院系高年级本科生的生活区，新闻学院也位于此。

## 设施

### 道路
- 光华大道：校园中部东西向林荫大道，是复旦校园内最主要的道路，俗称复旦的南京路。名称来源于“日月光华，旦复旦兮”。
- 日月东、西路：进入校门毛主席像左右两侧的两条南北向林荫道。
- 望道路：光华大道南面、理科图书馆前的东西向道路，连接燕园、陈望道像（因而命名）、曦园等休闲处。
- 相伯路：光华大道北面的东西向道路，也是主要道路，连接相辉堂和光华大楼。纪念复旦创始人马相伯先生而命名。
- 登辉环路：相辉堂南面、大草坪四周的环状道路，纪念老校长李登辉先生而命名。

### 建筑

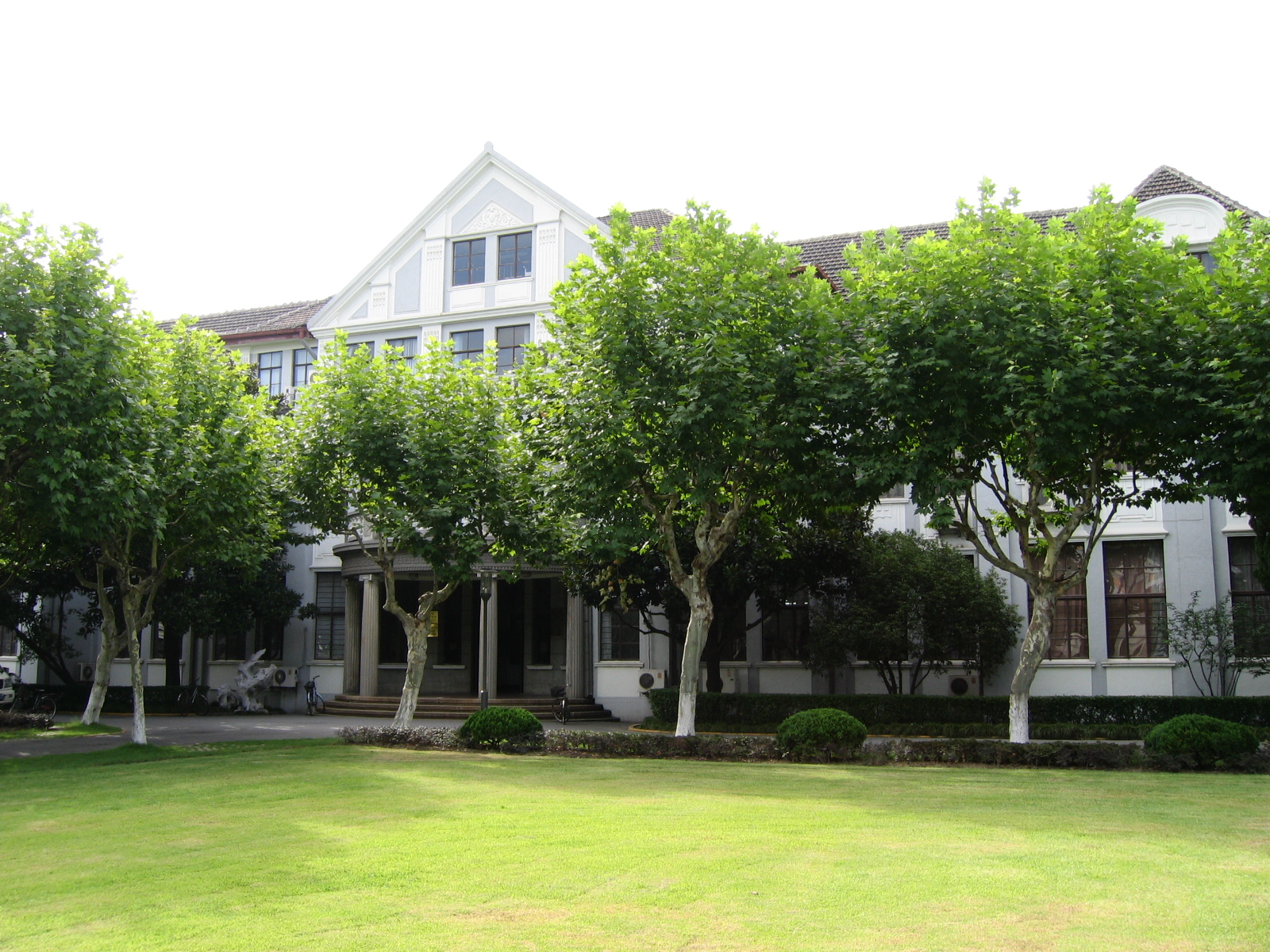
复旦校园内现存最古老的建筑——子彬院，俗称“小白宫”。建成时由心理学系使用，后被数学系使用，在光华楼投入使用后数学系搬出，现由大数据学院使用。

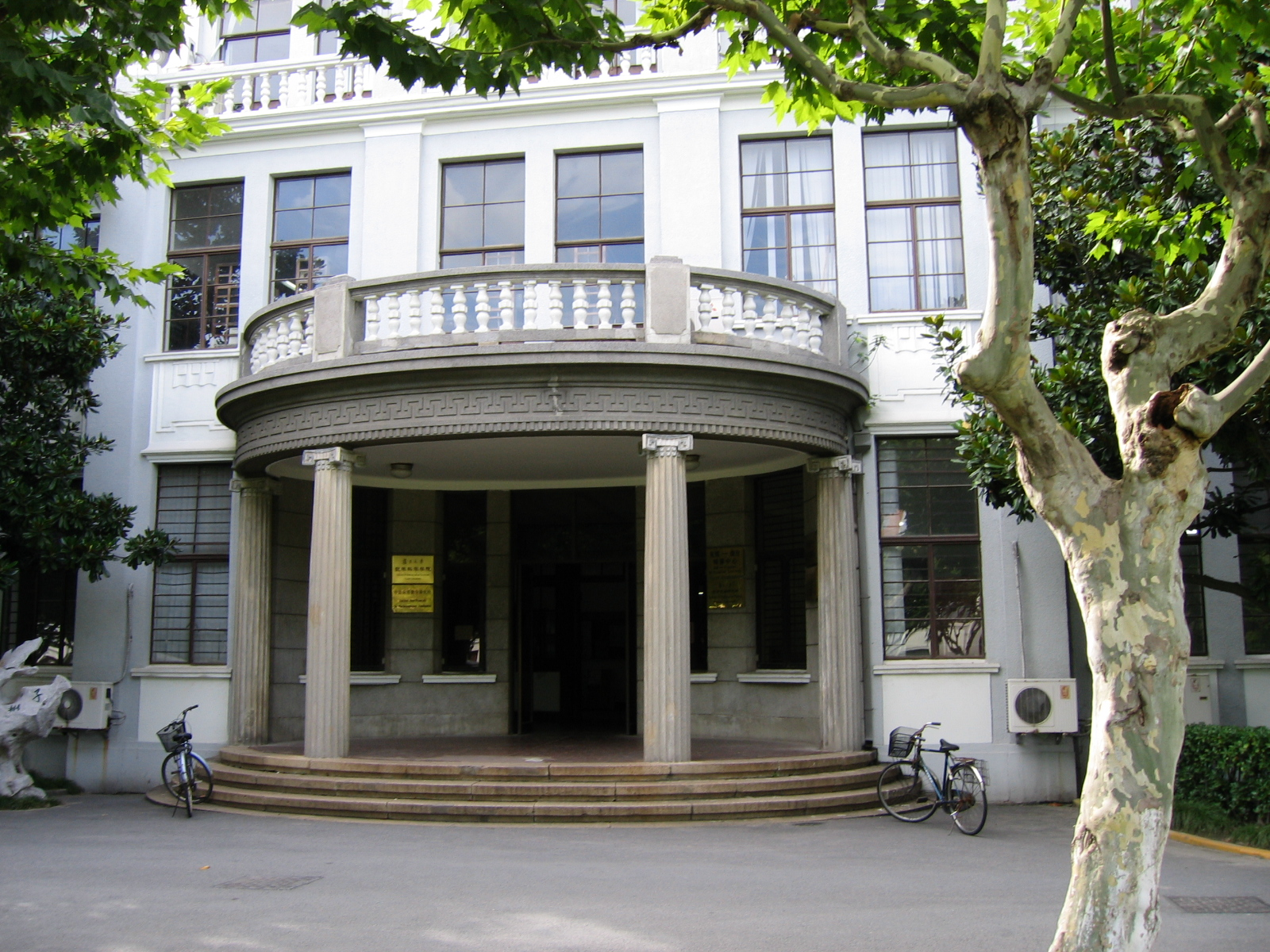
子彬院近景。

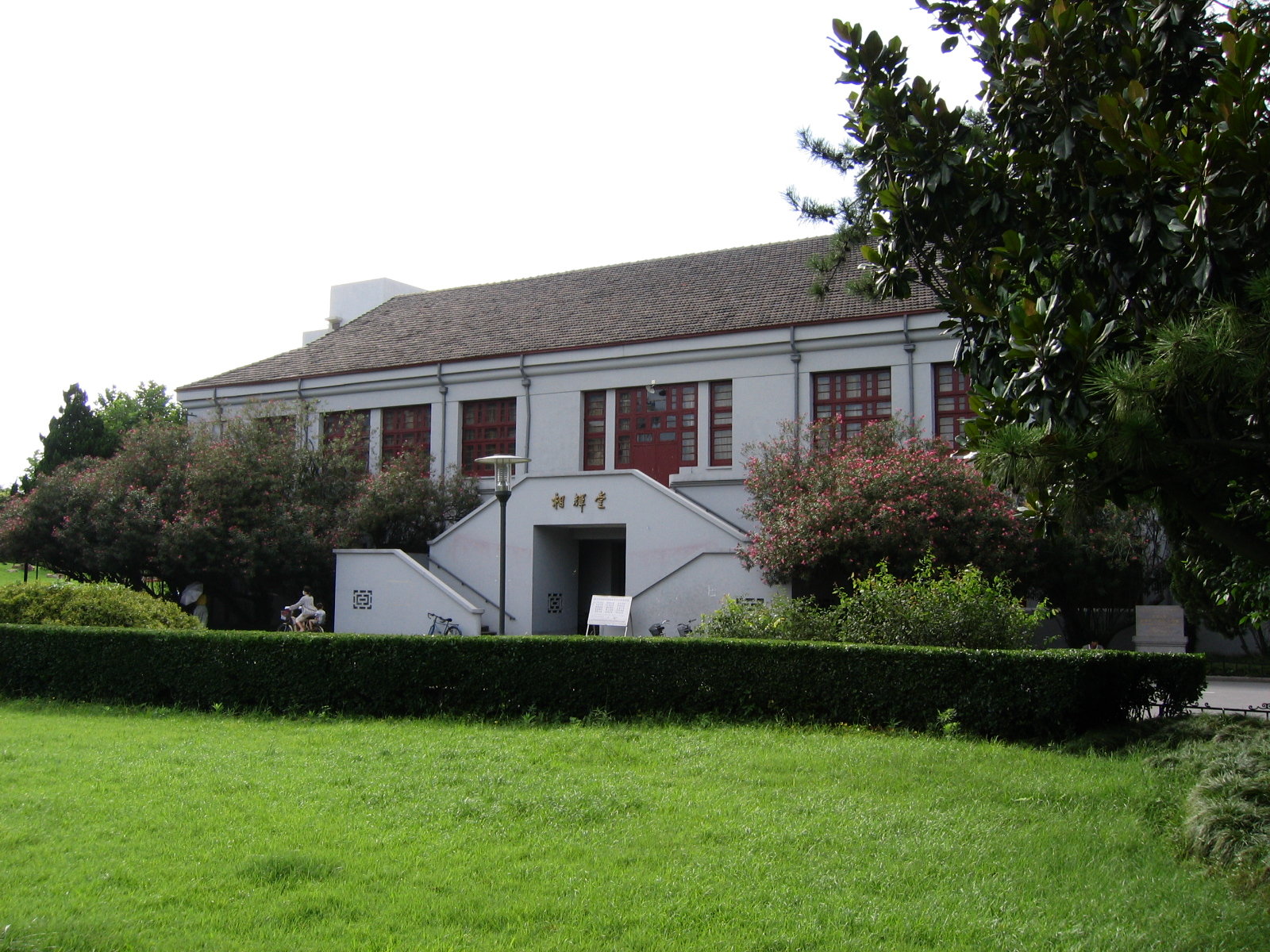
相辉堂。

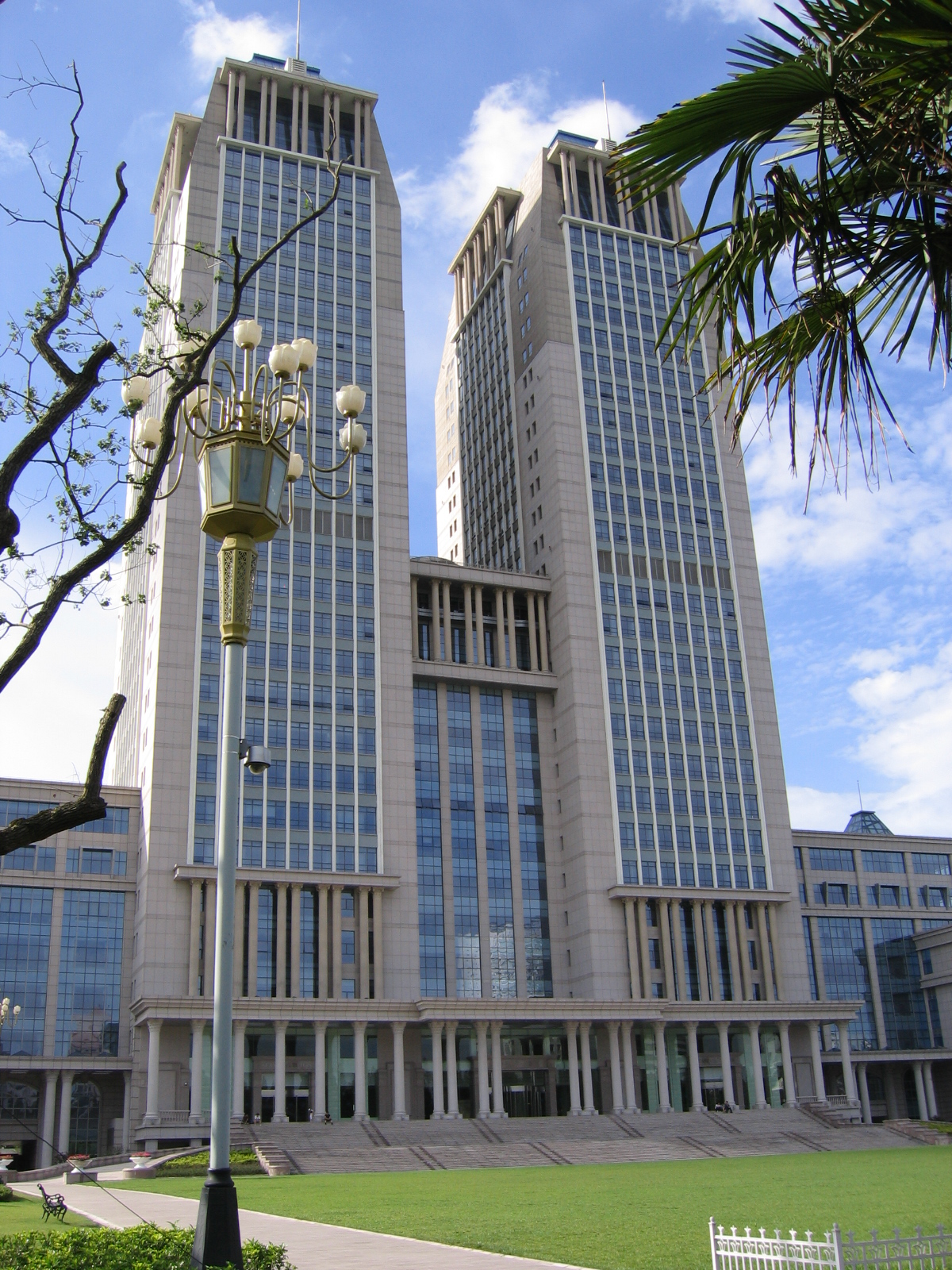
光华楼。

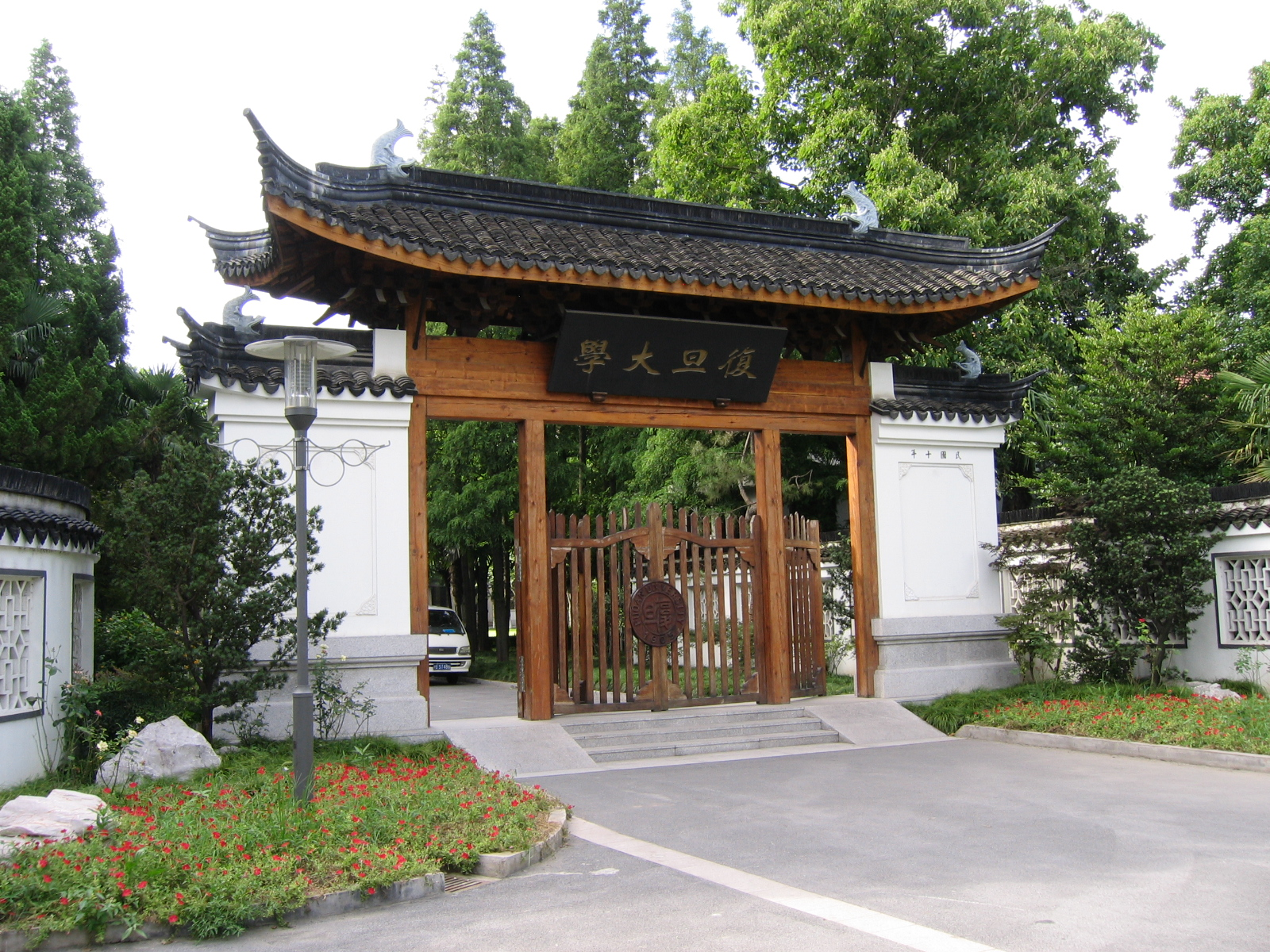
仿古木制校门，还原1921年大学部迁址江湾时正门之原貌，现已作景观用途，并未设立于主干道路之上。

- 相辉堂：原名登辉堂，建于一九四七年初夏。校庆八十周年（1985年），学校领导为了永远纪念马相伯和李登辉两位先生又改称相辉堂，并请周谷城先生题字。相辉堂现在作为舞台使用，各种表演、演讲、报告等都有可能在相辉堂进行。
- 奕柱堂：現為复旦大学校史馆，又稱“700号楼”、奕柱堂、仙舟馆，是复旦大学邯鄲校區最早的建筑。奕柱堂建於1921年，由美國建築師亨利·墨菲設計，华侨银行家黄奕柱先生命名。奕柱堂利用混凝土模仿傳中国古典建筑的木结构柱子，用铁件制造中国式的花格窗，使得中西合璧式建筑的外部造型特征更加中国化。
- 子彬院：子彬院建于1925年，因为其门庭的造型风格可与美国白宫相媲美，被称为“小白宫”。名字來自於郭子彬。[1]
- 光华楼：百年校庆期间建造的教学综合楼，是复旦现在最高的建筑，也是杨浦区的标志性建筑物之一。位于本部教学区东部，靠近国定路校门。楼高142米，地面部分共30层（除设备层），地下2层，造价约5.5亿人民币，建筑面积12万平方米。据统计是用于教学的全球第三、亚洲第一高楼[2]。主楼分别由东西两塔楼组成，比翼齐高。西楼以文史哲学科为主，东楼为数学等部分理科院系，其中囊括了教室、科研基地、办公区，也包括了学生广场和教师沙龙等师生交流场地。两楼间有15层相连，为图书阅览室、资料室；裙楼对称，西辅楼主要为教室、东辅楼主要为报告厅等。
- 理科图书馆：位于毛主席像西侧，一教南面。一楼东西两侧是普通阅览室，其内的图书可以借出。二楼北侧（未到二楼）是电子阅览室和库藏图书，库藏图书内的书也可借出。二楼东西两侧分别是杂志阅览室和原版图书阅览室。南侧是自修室。
- 文科图书馆：位于邯郸路南侧，国年路东侧。
- 第一教学楼：位于图书馆北侧，四教南侧。是计算机教学与学生上网的场所。
- 第二教学楼：位于三教南侧，曦园北侧，毛泽东像东侧。其三楼是留学生上课所在。小教室较多，学生的外语学习基本都在二教。
- 第三教学楼：位于二教北侧，立人生物楼南侧。晚上6:30之后，在三教的3108、3106、3208等教室，会举办各种讲座，是复旦学生吸收丰富课外知识、与学术前辈交流的最佳场所。
- 第四教学楼：位于光学楼北侧，遗传学楼、逸夫楼南侧。
- 第五教学楼：位于邯郸路南侧，国权路东侧，南区范围内。北面是文科楼、南面是六教。5301是企业开宣讲会的主要场所之一。
- 第六教学楼：位于五教南面，南区步行街北侧。五教和六教是文科教学（管理学院）的主要场所。
- 毛泽东像：为不戴帽背手站像，在光华楼修建以前是学校的地标之一，位于校园中轴线上。采用了文革时期普遍的建造规格，即像高7.1米，象征着中国共产党七一建党日；座高5.16米，纪念文革纲领性文件“五·一六通知”；总高12.26米，象征着毛泽东的生日（12月26日）。
- 五大书院：分别为腾飞书院、志德书院、任重书院、克卿书院、希德书院，隶属于复旦学院。
- 正大体育馆：百年校庆期间修建的现代化体育馆，位于南区学生公寓区内。造价约2亿人民币，泰国正大集团投资3000万元获得冠名权。是百年校庆庆典大会的会场。现用做学校大型活动的场馆，以及全国男排联赛复旦大学队的主场。
- 恒隆物理楼：物理学系和信息科学与工程学院，在国旗坪北侧，位于校园中轴线上。
- 化学楼：化学系，在国旗坪西侧，理科图书馆北侧。
- 化学西楼：化学系，在国旗坪西侧，景芙堂北侧。[3]
- 立人生物楼：生命科学学院，在国旗坪东侧，三教北侧。
- 逸夫楼
- 逸夫科技楼
- 文科大楼
- 叶耀珍楼
- 李达三楼
- 史带楼
- 新闻学院大楼
- 经济学院大楼
- 燕园：位于老校门东侧，南边门（国权路）的西侧。正中是一大块草坪，命名为民主广场，紧贴草坪南侧的有假山、池塘、小瀑布、世纪钟等景观。
- 曦园：位于正门东侧，南边门（国顺路）的西侧。内有圆形荷花池，夏天荷花盛开，或有聒噪蛙叫。晨时，读书声绵绵起伏；暮时，情侣两两成对。
- 复旦皇冠假日酒店
- 玖园：又名复旦大学第九宿舍，位于国顺路650弄，陈望道、苏步青、谈家桢、蒋学模、谷超豪、胡和生夫妇、陆谷孙等曾居住於此[4]。
- 烈士纪念雕塑、纪念广场：位於相辉堂东侧[5]
- 旦苑食堂[6]

### 学生宿舍
邯郸校区共有四个学生宿舍区，其中本部、东区、南区为本科生宿舍区，分别是复旦学院任重书院、志德书院和希德书院学生的住宿区；北区学生公寓主要供研究生和留学生居住。
- 本部·任重书院

位于本部教学区内。由数座20世纪七八十年代建成的青砖宿舍楼组成，原先条件不佳，后经整修有很大进步。整修后宿舍一般为4人间，每层楼有2个公用卫生间。地理位置较好，到各教学楼均很方便。住宿费现为1200元/年。
原为复旦学院最早设立的四个书院的“学而时习斋”的所在地，2012年起改为任重书院，其它书院迁出。
- 南区·希德书院

位于邯郸路以南、国权路政肃路以西的大片学生公寓区。宿舍为3或4人间，每间配有卫生间。田径运动场、正大体育馆、游泳池、南区学生活动中心等设在园区内，开展体育运动极为方便。设有南区食堂。离南区教学区及南区一条街很近，但是离开本部较远且需经过校外道路。住宿费现为1200元/年。是复旦校内最大的本科生居住区。
南区是希德书院的所在地，此外总部位于枫林校区和张江校区的克卿书院和腾飞书院在此设分部，供这两个书院的低年级学生住宿。
- 东区·志德书院

位于本部教学区以东，隔国定路与光华楼相望的小片学生公寓区。宿舍为4人间，公用卫生间。园区内除艺术教育中心外基本没有大型设施，各项活动均需在本部进行。住宿费现为1200元/年。2012年起成为志德书院的所在地，其它书院迁出。
- 北区学生公寓

位于邯郸校区的西北角落的大型学生公寓区，西为武川路，北隔武东路与上海财经大学相对。生活条件为复旦校内最好，宿舍为2人间（博士生为单人间），每3或4间组成一个单元，单元内配有卫生间、饮水机等设施。设有北区食堂和北区体育馆。地理位置较差，离主要教学区较远。住宿费现为1600元/年。主要为研究生居住，园区的西北角为留学生公寓。

## 事件
- 2021年复旦大学数学科学学院杀人事件